# Oromycter dolesorum
Oromycter dolesorum és una espècie extinta de sinàpsid de la família dels casèids que visqué en allò que avui en dia és Nord-amèrica durant el Permià inferior, fa entre 279,3 i 290,1 milions d'anys. Se n'han trobat restes fòssils a Oklahoma (Estats Units). Es tracta de l'única espècie del gènere Oromycter. Era un casèid petit i dotat de dents amb l'extrem distal espatulat. El nom genèric Oromyctes significa ‘musell de muntanya’, mentre que el nom específic dolesorum fou elegit en honor dels germans Dolese, els operadors de la pedrera on fou descobert aquest animal.